# 알렉산다르 콜라로브
알렉산다르 콜라로브(세르비아어: Aleksandar Kolarov, 1985년 11월 10일, 세르비아, 베오그라드)는 세르비아의 전 축구 선수로, 현역 시절 레프트백으로 뛰었다.
콜라로브는 세르비아의 호베르투 카를루스라는 닉네임을 가지고 있다. 콜라로브의 중거리슛과 프리킥 능력이 그와 비슷하기 때문이다. 그는 2007년 유럽 U-21세이하 선수권에서 벨기에 축구 국가대표팀과의 준결승 경기에 프리킥으로 귀중한 결승골을 넣었다.

## 경력
콜라로브는 2007년 라치오에 입단하기전에 FK 추카리치키, OFK 베오그라드에서 활약했었다. 그는 네덜란드에서 열린 2007년 유럽 U-21세이하 선수권에 참가하여 팀의 준우승에 공헌하였다. 또한 세르비아 축구 국가대표팀의 2008년 5월 28일 러시아전 친선경기에서 첫 데뷔를 하였다. 그리고 세르비아에서 그의 좋은 프리킥 능력은 시니샤 미하일로비치와 비교되고 있다.

## 수상 경력

#### 라치오
- 코파 이탈리아 : 2008-09
- 수페르코파 이탈리아나 : 2009

#### 맨체스터 시티
- 프리미어리그 : 2011–12, 2013–14
- FA컵 : 2010-11
- EFL컵 : 2013-14, 2015-16
- 커뮤니티쉴드 : 2012

#### 인테르
- 세리에 A : 2020-21
- 수페르코파 이탈리아나 : 2021

### 개인
- 세르비아 올해의 선수 : 2011
- 세리에 A 올해의 팀 : 2018-19